# Vanemuine (Theater)

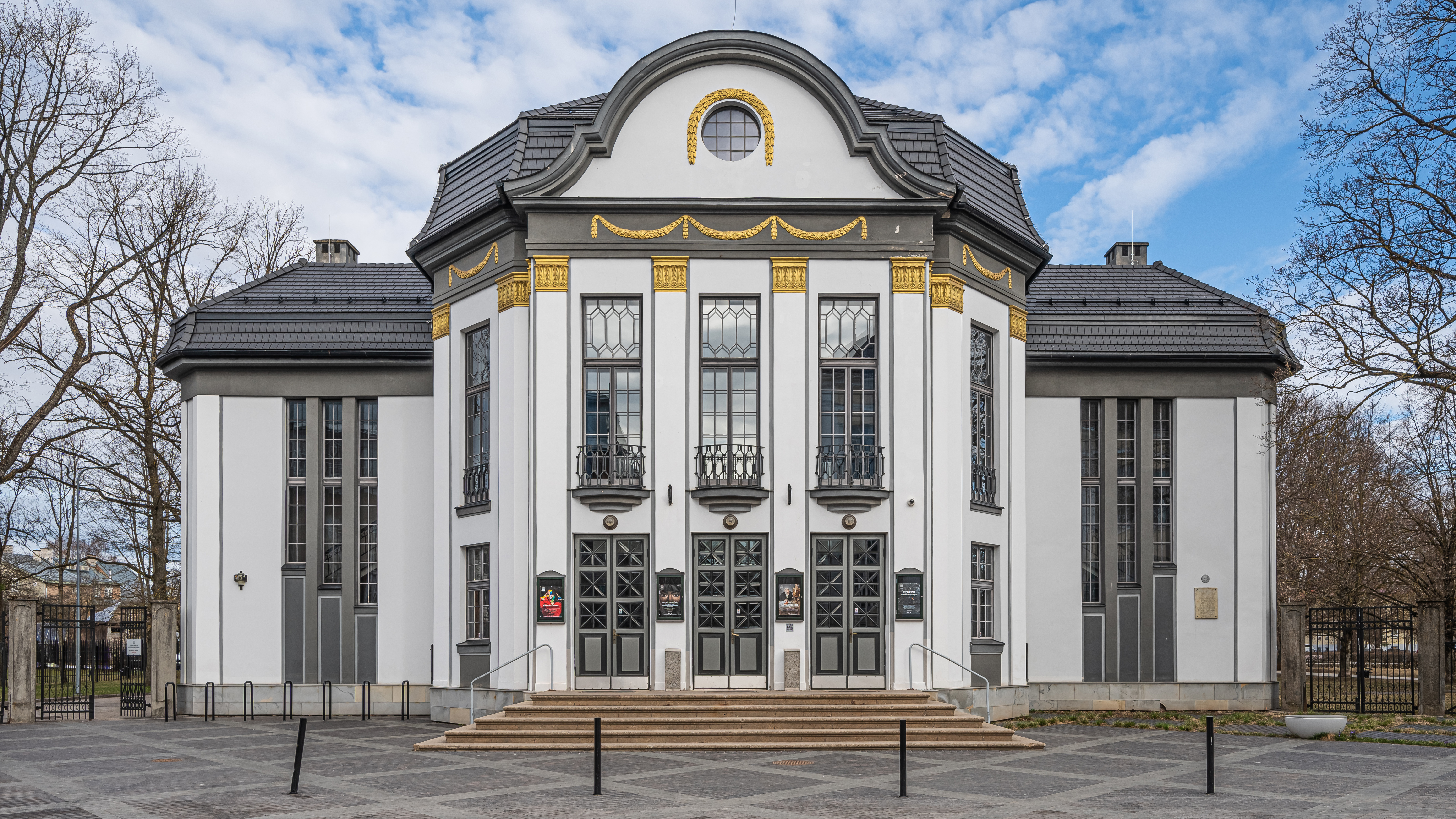
Das „Kleine Haus“, eine Zweigstelle des Theaters Vanemuine (vormals Deutsches Theater) in Tartu

Vanemuine ist ein Theater in Tartu in Estland. Es ist das älteste Theater estnischer Sprache und geht auf das Jahr 1870 zurück.
Am 24. Juni 1865 wurde auf Initiative von Johann Voldemar Jannsen in Tartu die kulturelle Gesellschaft Vanemuine Selts als Männergesangsverein gegründet. Die Gesellschaft organisierte 1869 das erste estnische Liederfest. Zum fünften Jahrestag ihrer Gründung, 24. Juni 1870, führte sie das Theaterstück Der Cousin aus Saaremaa (Saaremaa Onupoeg) von Jannsens Tochter Lydia Koidula auf, was zum Ursprung des estnischen Nationaltheaters und des Theaters Vanemuine werden sollte.
Das Theater befand sich ursprünglich in einem Gebäude an der Jaama-Straße, das jedoch 1903 durch ein Feuer zerstört wurde. Ein von Armas Lindgren entworfenes neues Gebäude wurde 1906 an der Aia-Straße (heute Vanemuise-Straße)  eröffnet, mit diesem begann der professionelle Theaterbetrieb.
1944 brannte das Theater infolge von Kriegshandlungen ab. Das Theater zog in das Gebäude des früheren Deutschen Theaters von Tartu, ein historisches Gebäude, gebaut 1914–1918 im Jugendstil (Nationalromantik), mit Großem Saal, Ovalem Saal, Neben- und Übungsräumen sowie einem Café. Dieses bildet, nachdem es 1978 erneut abbrannte und 1991 restauriert wurde, heute das „kleine Haus“ des Vanemuine. Am alten Ort wurde 1967 ein neues Theatergebäude errichtet, heute ist es das „große Haus“ des Vanemuine mit 682 Plätzen. Eine Konzerthalle mit 842 Plätzen wurde 1970 eröffnet.